# جيري موس
جيري موس (بالإنجليزية: Jerry Moss)‏ هو رائد أعمال ومنتج أسطوانات وملحن أمريكي، ولد في 8 مايو 1935 في البرونكس في الولايات المتحدة.

## وصلات خارجية
- جيري موس على موقع IMDb (الإنجليزية)
- جيري موس على موقع ميوزك برينز (الإنجليزية)
- جيري موس على موقع إن إن دي بي (الإنجليزية)
- جيري موس على موقع ديسكوغز (الإنجليزية)
- جيري موس على موقع قاعدة بيانات الفيلم (الإنجليزية)